# أخي وصديقي سأقتلك (فلم)
أخي وصديقي سأقتلك  فيلم كوميدي مصري لعام 1986 كتب السيناريو والحوار وأخرج الفيلم ياسين إسماعيل ياسين  عن قصة للكاتب نيل سيمون. الفيلم من بطولة حسن يوسف، إيمان، محمد عوض، مشيرة إسماعيل، وعلي الشريف. تدور أحداث الفيلم عندما يذهب يحيى الرسام للانتحار تنفيذاً لنصيحة صديقه عادل، ولكنه يتمكَّن من إنقاذ منى التي كانت تحاول الانتحار أيضا. وعندما ينتشر عن طريق الخطأً أن يحيى قد انتحر، يقوم عادل ببيع لوحات صديقه بمبالغ طائلة. الفيلم مأخوذ من الفيلم الأمريكي «فن الحب The Art of Love» عام 1965، الذي تكرر في فيلم «جسر الأشرار» عام 1971.
صدر الفيلم إلى دور العرض المصرية في 15 أغسطس 1986.
منح موقع قاعدة بيانات الأفلام العربية «السينما.كوم» الفيلم درجة 6.3/ 10.

## طاقم التمثيل
حسن يوسف: في دور عادل عبد الرحمن (الروائي المغمور الفاشل)
محمد عوض: في دور يحيى درويش (الرسام المغمور)
إيمان سركيس: في دور داليا (حبيبة يحيى السابقة)
مشيرة إسماعيل: في دور منى (فتاة الانتحار)
علي الشريف: في دور المعلم عزب (صاحب المعرض)
سعيد عبد الغني: في دور النائب العام
فؤاد خليل: في دور ضابط التحقيق
خليل مرسي: في دور وكيل النيابة
سناء يونس: في دور علية (مدعية زوجة يحيى)
محمد يوسف: في دور موظف استقبال الفندق
فادية عكاشة: في دور الست عدلات (صاحبة الفندق)
بالاشتراك مع: محمد السبع أفندي - محمد زيان 

## أحداث الفيلم
يستمر الرسام المغمور يحيى درويش (محمد عوض) في رسم لوحاته ويكدسها بمعرض المعلم عزب (على الشريف). يقيم يحيى مع صديقه عادل عبد الرحمن (حسن يوسف)، الكاتب المغمور الذي فشل في بيع رواياته، في فندق يمكنهم بالكاد تسديد فاتورته. يخبرهم المعلم عزب أن الوسيلة الوحيدة لبيع اللوحات هي موت يحيى منتحرا، فيقبل الناس على شراء لوحاته. يقرر عادل تنفيذ انتحار يحيى صوريا، وإبلاغ الصحف بالخبر، ويقوم عادل بكتابة خطاب الانتحار، ولكن يحيى يشاهد فتاة تلقي بنفسها في النيل فيسارع لإنقاذها وتحملهم أحد المراكب التي يتصادف وجودها في مكان الانتحار. يظن عادل أن يحيى قد مات حقيقةً، ويقوم ببيع بعض لوحاته بمبلغ مناسب. يسلم عادل خطاب الانتحار لمفتش المباحث (فؤاد خليل) الذي يواصل البحث عن جثة يحيى. يعلم يحيى أن الفتاة التي أنقذها، منى (مشيرة إسماعيل)، تعاني من تحرش الرجال بها، ولا يوجد من يعرفها لشخصها، ويشعر بالاطمئنان لها، ويتواعدا على اللقاء. يقرأ يحيى خبر انتحاره بالصحف، فيسرع إلى صديقه عادل الذي ينصحه بالاختباء ورسم مزيد من اللوحات. يتوارى يحيى عن العيون في فندق الست عدلات (فادية عكاشة) في حجرة على سطح المبنى ويكتشف أن منى هي التي تشرف على خدمته. يرسم يحيى المزيد من اللوحات التي يبيعها عادل بأسعار جيدة ويعطى يحيى الفتات، وفي نفس الوقت تعود للقاهرة داليا (إيمان سركيس) حبيبة يحيى سابقا، والتي تزوجت رغما عنها وسافرت للخارج، فلما مات زوجها عادت بناء على خطاب من يحيى يطلب منها العودة. يخبرها عادل بموت يحيى ويستأجر الست علية (سناء يونس) ومعها طفل رضيع لتدعي أنها كانت زوجة المرحوم في محاولة لتشويه صورة يحيى أمام داليا ويستأثر هو بها دون مراعاة للصداقة. يكتشف يحيى خيانة صديقه، ويقرر الانتقام، ويصطنع معالم جريمة أقدم عليها عادل، ثم يبلغ الشرطة ويقدم خطاب الانتحار المكتوب بخط عادل. يقدم عادل للمحاكمة وكل الأدلة ضده، ويحكم عليه بالإعدام، وتثور منى بوجه يحيى الذي يعدها بإنقاذ عادل في الوقت المناسب بعد أن يستوعب الدرس. وفي يوم التنفيذ يذهب يحيى ومنى وداليا إلى النائب العام (سعيد عبد الغني) في بيته ويتصل تليفونيا بنائب الأحكام الذي لم يكن في مكتبه لانشغاله بالتنفيذ كما أن حارس مكتبه كان قد ذهب لدورة المياه، وينفذ الحكم في عادل ولكن حبل المشتقة يقطع وينجو عادل من الموت ويتزوج من داليا، كما يتزوج يحيى من منى بعد أن حصل على 50 ألف جنيه من بيع اللوحات.

## وصلات خارجية
- مقالات تستعمل روابط فنية بلا صلة مع ويكي بيانات
- أخي وصديقي سأقتلك على موقع الدهليز
- أخي وصديقي سأقتلك على موقع كاروهات

https://letterboxd.com/film/film:701919/ أخي وصديقي سأقتلك (فيلم)
https://www.themoviedb.org/movie/783213?language=ar-SA أخي وصديقي سأقتلك (فيلم)
https://dlmenetwork.org/ar/library/catalog/ark:%2F88435%2F4m90dw83k أخي وصديقي سأقتلك (فيلم)